# Zadní Arnoštov
Zadní Arnoštov (německy Hinter Ehrnsdorf) je vesnice, část města Jevíčko v okrese Svitavy. Nachází se asi 4,5 km na severozápad od Jevíčka. Prochází zde silnice II/366. Zadní Arnoštov je také název katastrálního území o rozloze 10,06 km².

## Pamětihodnosti
- Hradiště u Mařína
- Kaplička
- Zvonice

## Další fotografie

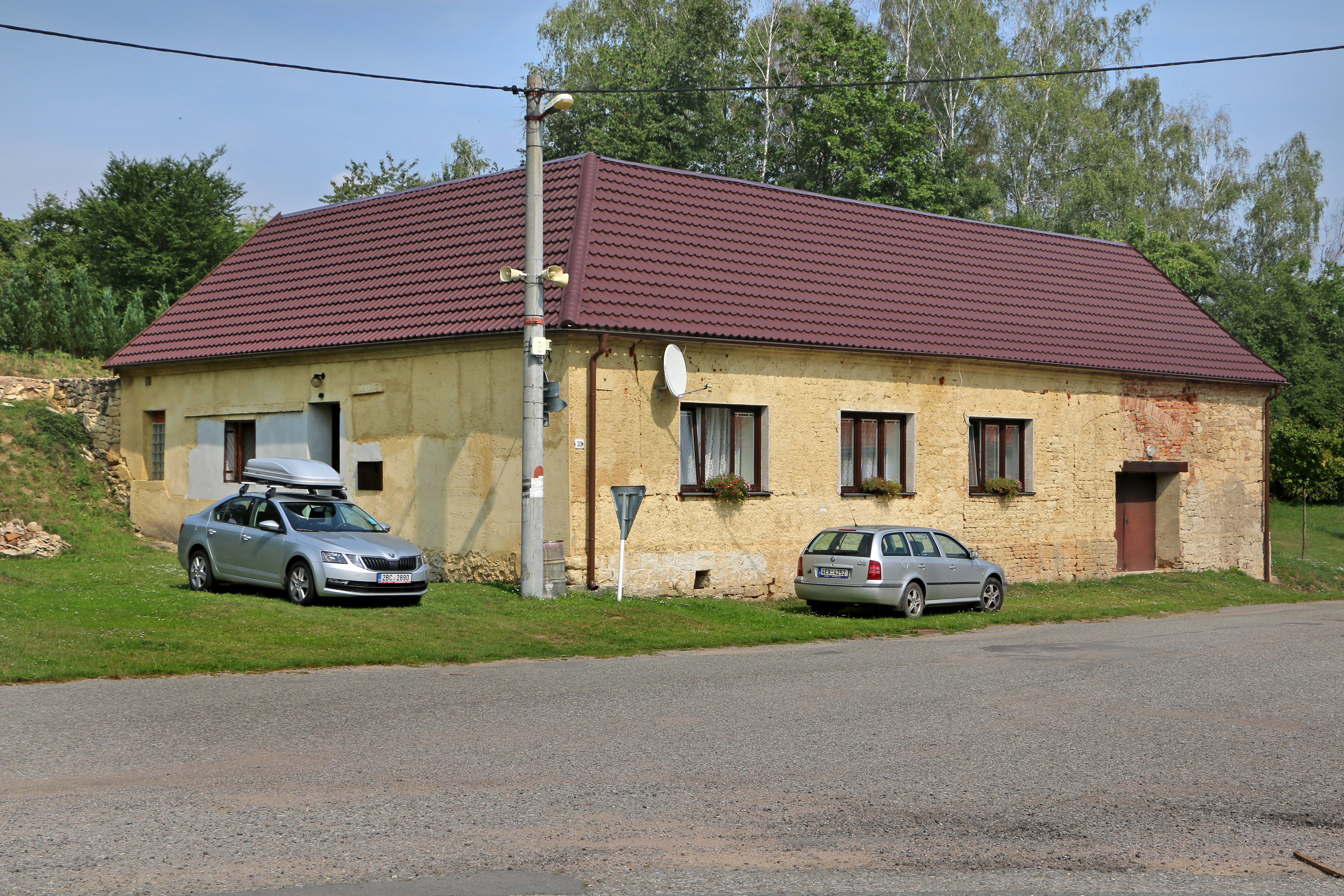
Dům čp. 32
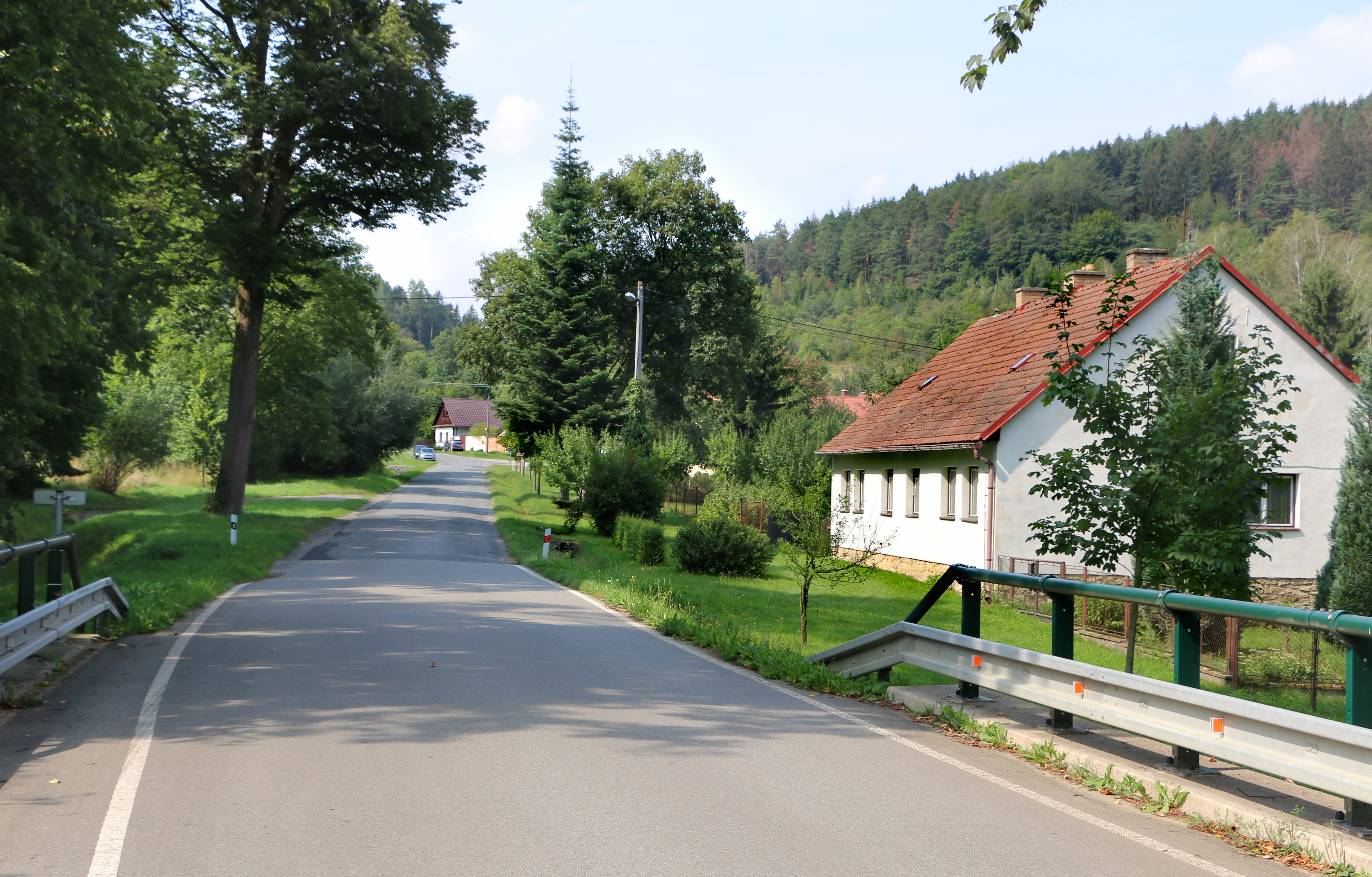
Jižní část vesnice
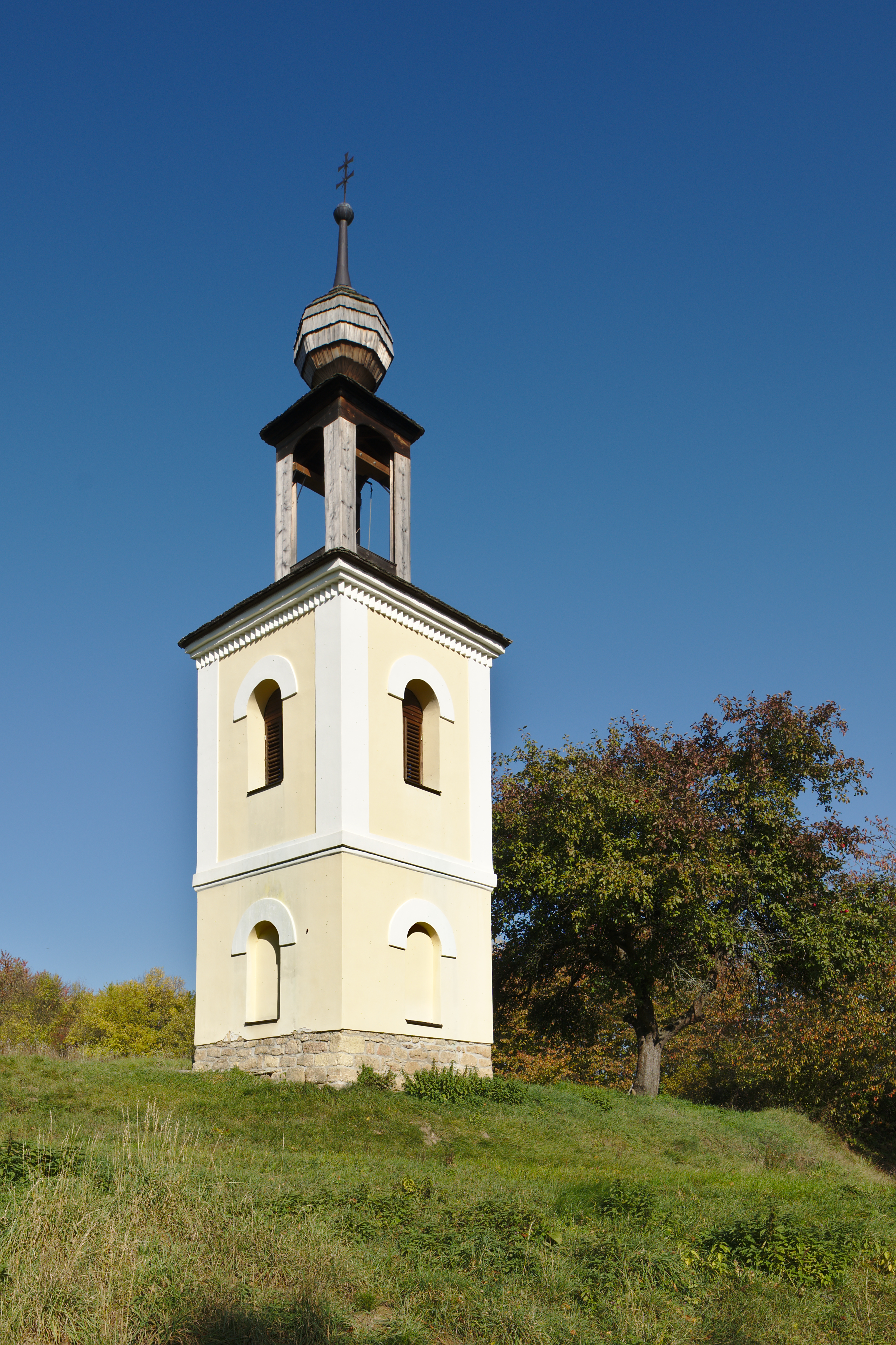
zvonice